# Гремячье (Хохольский район)
Гремячье— село в Хохольском районе Воронежской области.
Административный центр Гремяченского сельского поселения.
Населённый пункт воинской доблести.

## История
Основано в середине XVII века на правом берегу Дона у ручья Гремячий колодезь, по документам известно с 1669 года. Входило в состав Воронежского уезда, было административным центром Гремяченского района (1928-1963). Заселялось государственными и помещичьими крестьянами, принадлежавшими семье Паренаго.
В 1821 году построена каменная Вознесенская церковь. Центр волости.
В 1900 году в Гремячьем имелось 2 общественных здания, земская школа, 5 водяных мельниц, 15 ветряных мельниц, 5 мелочных лавок, 2 винные лавки.
В июне 1942 года - январе 1943 года село оказалось в зоне боевых действий. В селе Гремячьем находится братская могила, в которой похоронено 1 512 человек.
В настоящее время в селе Гремячьем имеются сельскохозяйственная артель «Тихий Дон», сельскохозяйственная артель «Юбилейное», средняя и неполная средняя школы, детско-юношеская спортивная школа, библиотека, Дом культуры, участковая больница, 2 аптеки, аэроклуб РОСТО, почтовое отделение.
Население: 508 (1859) (301 - государственные крестьяне, 207 - помещичьи крестьяне), 3 348 (1900), 4 480 (1926), 4 203 (2007), 3 370 (2011).
Уроженцами села Гремячье являются В.М. Добросоцких, хормейстер В.Ф. Круглов, коллекционеры, библиофилы К.П. и М.П. Паренаго, скрипач-любитель П.А. Паренаго, иконописец протоиерей В.И. Попов, И.М. Чурсанов.
В 1957 году в Ленинском районе Воронежа появилась улица Гремяченская. 
В 2015 году селу указом губернатора А. В. Гордеева присвоено почётное звание Воронежской области «Населённый пункт воинской доблести».

## География
Расположено вблизи реки Дон, в 25 км к юго-востоку от районного центра — поселка Хохольский, в 35 км к юго-западу от областного центра — города Воронежа.

## Население
| 1859 | 1959  | 2002  | 2010  | 2021  |
| ---- | ----- | ----- | ----- | ----- |
| 311  | ↗2152 | ↗3430 | ↘3373 | ↗3441 |